# Доусон Вокер
Доусон Вокер (англ. Dawson Walker; 14 березня 1916, Данді — 17 серпня 1973) — шотландський футбольний тренер.

## Кар'єра тренера
Працював у тренерському штабі національної збірної Шотландії. Протягом значної частини 1958 року, після Мюнхенської авіакатастрофи, в якій важкі ушкодження отримав головний тренер шотландців Метт Басбі, виконував обов'язки очільника тренерського штабу шотландської команди. Зокрема керував діями команди на тогорічному чемпіонаті світу, де шотландці вибули вже на груповому етапі, зазнавши двох поразок і звівши унічию одну гру.
Помер 17 серпня 1973 року на 58-му році життя.

### Тренерська статистика
| Команда           | З    | До   | Статистика | Статистика | Статистика | Статистика | Статистика |
| Команда           | З    | До   | І          | В          | Н          | П          | % В        |
| ----------------- | ---- | ---- | ---------- | ---------- | ---------- | ---------- | ---------- |
| Шотландія (в. о.) | 1958 | 1958 | 6          | 1          | 2          | 3          | 16,67      |